# Placówka Straży Celnej „Giewarty”

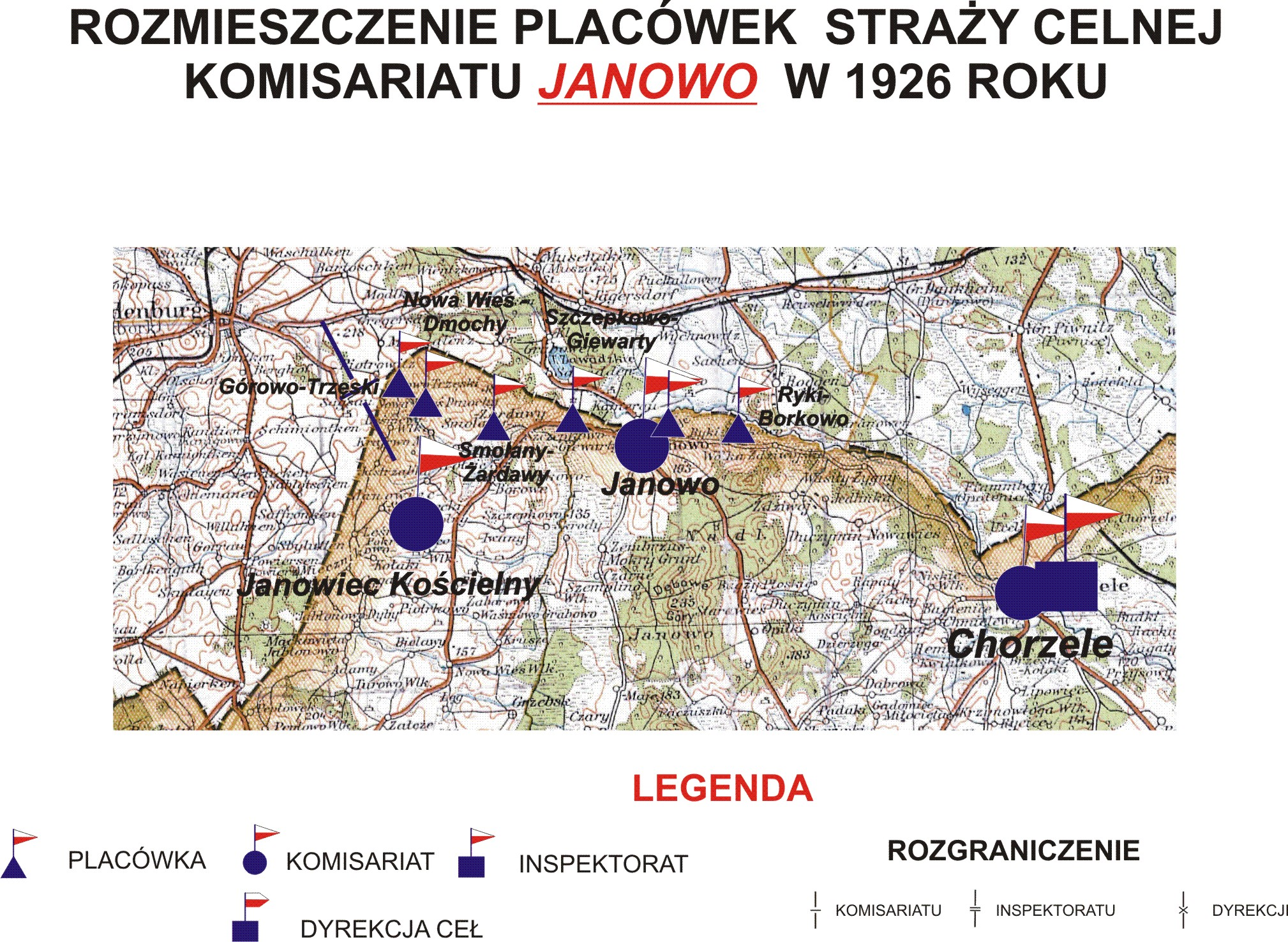
Rozmieszczenie placówek SC komisariatu "Janowo" w 1926 roku

Placówka Straży Celnej „Giewarty” – jednostka organizacyjna Straży Celnej pełniąca w okresie międzywojennym służbę ochronną na granicy polsko-niemieckiej.

## Formowanie i zmiany organizacyjne
Na wniosek Ministerstwa Skarbu, uchwałą z 10 marca 1920 roku, powołano do życia Straż Celną. Od połowy 1921 roku jednostki Straży Celnej rozpoczęły przejmowanie odcinków granicy od pododdziałów Batalionów Celnych. W 1921 roku w Janowcu Kościelnym stacjonował sztab 4 kompanii 1 batalionu celnego. 4 kompania celna wystawiła między innymi placówkę w Giewartach. Proces tworzenia Straży Celnej trwał do końca 1922 roku. Placówka Straży Celnej „Giewart” weszła w podporządkowanie komisariatu Straży Celnej „Janowo” z Inspektoratu SC „Chorzele”.
W drugiej połowie 1927 roku przystąpiono do gruntownej reorganizacji Straży Celnej. W praktyce skutkowało to rozwiązaniem tej formacji granicznej. Ochronę północnej, zachodniej i południowej granicy państwa przejęła powołana z dniem 2 kwietnia 1928 roku Straż Graniczna. W strukturach nowo powstałej formacji nie odtworzono placówki „Giewałty”.

## Służba graniczna
Sąsiednie placówki
- placówka Straży Celnej „Janowo” ⇔ placówka Straży Celnej „Smolany” − 1926[1][10]

## Funkcjonariusze placówki
Kierownicy placówki
| stopień  | imię i nazwisko, numer  | okres pełnienia służby | kolejne stanowisko |
| -------- | ----------------------- | ---------------------- | ------------------ |
| strażnik | Roman Słuszewski (1033) | był w 1926             |                    |

Obsada personalna placówki w 1926:
- strażnik Roman Słuszewski (1033)
- strażnik Franciszek Drzymała (433)
- strażnik Władysław Stępniewski (484)
- strażnik Bronisław Brysiak (431)
- strażnik Feliks Górski (590)
- strażnik Feliks Bogucki (1059)